# Evangelisch-lutherische Propstei Königslutter
Die Evangelisch-lutherische Propstei Königslutter ist eine kirchliche Verwaltungseinheit in der Stadt Königslutter am Elm im Landkreis Helmstedt in Niedersachsen. Sie setzt sich aus drei Pfarrverbänden mit 24 Kirchengemeinden zusammen. Die Propstei ist einer von 12 Unterbezirken der Evangelisch-lutherischen Landeskirche in Braunschweig.

## Gemeindegliederung
Die Propstei gliedert sich in drei Pfarrverbände.

### Pfarrverband Schunter
- Kirchengemeinde St. Peter & Paul
- Zur Heiligen Dreifaltigkeit mit Bechtsbüttel
- Kirchengemeinde Beienrode–Flechtorf
- Kirchengemeinde Hordorf mit Essehof und Wendhausen
- Kirchengemeinde Lehre–Brunsrode
- Kirchengemeinde St. Petri Johannis, Waggum
- Kirchengemeinde St. Johannes Baptista Wenden/Thune

### Pfarrverband Zwölf Apostel/Cremlingen
- Kirchengemeinde St. Michael Cremlingen – Klein Schöppenstedt
- Kirchengemeinde am Elm (Destedt, Hemkenrode und Abbenrode)
- Kirchengemeinde Erkerode–Lucklum
- Johannisgemeinde Am Sandbach (Schandelah und Gardessen)
- Kirchengemeinde der Trinitatiskirche Schapen
- Kirchengemeinde An der Ohe (Veltheim und Schulenrode)
- Kirchengemeinde Volkmarode–Dibbesdorf
- Kirchengemeinde der Christuskirche Weddel

### Kirchengemeindeverband Königslutter
- Kirchengemeinde Bornum–Lauingen
- Königslutter Stadtkirche
- Stiftskirche St. Petri und Pauli (Kaiserdom) und St. Jacobus Sunstedt
- Kirchengemeinde an der Scheppau (Glentorf, Boimstorf, Rotenkamp, Scheppau, Rieseberg)
- Apostelkirchengemeinde Frellstedt–Wolsdorf
- Kirchengemeinde Lelm–Warberg
- Kirchengemeinde Räbke
- Kirchengemeinde Süpplingen–Süpplingenburg
- Kirchengemeinde Groß Steinum-Rottorf